# Veldhoek (Zwolle)
Veldhoek (Zwols: Veld-oeke [v̥ɛltukə]) is een buurtschap in de gemeente Zwolle, in de Nederlandse provincie Overijssel. Het ligt ten oosten van de stad Zwolle.